# Campaña de Nueva Bretaña
En el marco de la Segunda Guerra Mundial, la campaña de Nueva Bretaña se desarrolló en dos etapas entre el 15 de diciembre de 1943 y el 21 de agosto de 1945, y en ella se enfrentaron las fuerzas de los Aliados y del Imperio del Japón. Los Aliados la iniciaron a fines de 1943 como parte de una gran ofensiva que buscaba neutralizar una importante base militar japonesa en la ciudad de Rabaul, principal asentamiento de la isla de Nueva Bretaña, en la actual Papúa Nueva Guinea.
Los primeros enfrentamientos en la isla se dieron en el extremo occidental, en diciembre de 1943 y enero de 1944, cuando las tropas estadounidenses desembarcaron y aseguraron bases alrededor de Arawe y el Cabo Gloucester. Esto fue seguido de un nuevo desembarco en marzo de 1944 alrededor de Talasea, tras lo cual se produjeron pequeños enfrentamientos entre las fuerzas presentes de la isla. En octubre de 1944, los australianos remplazaron a las tropas estadounidenses e iniciaron un desembarco en la bahía de Jacquinot el mes siguiente, antes de comenzar una limitada ofensiva para asegurar una línea defensiva a través de la isla entre Wide Bay y Open Bay, detrás de la cual contuvieron a las fuerzas japonesas, numéricamente superiores, durante el resto de la guerra. Los japoneses consideraron esta campaña como una acción dilatoria, y mantuvieron sus fuerzas concentradas alrededor de Rabaul a la espera de un ataque terrestre que nunca ocurrió.
Los historiadores consideran que las operaciones en Nueva Bretaña fueron un éxito para las fuerzas aliadas. Sin embargo, algunos han cuestionado la necesidad de la campaña. Además, historiadores australianos han criticado el limitado apoyo aéreo y naval que se dio para apoyar las operaciones en la isla entre octubre de 1944 y el final de la guerra.

## Operaciones

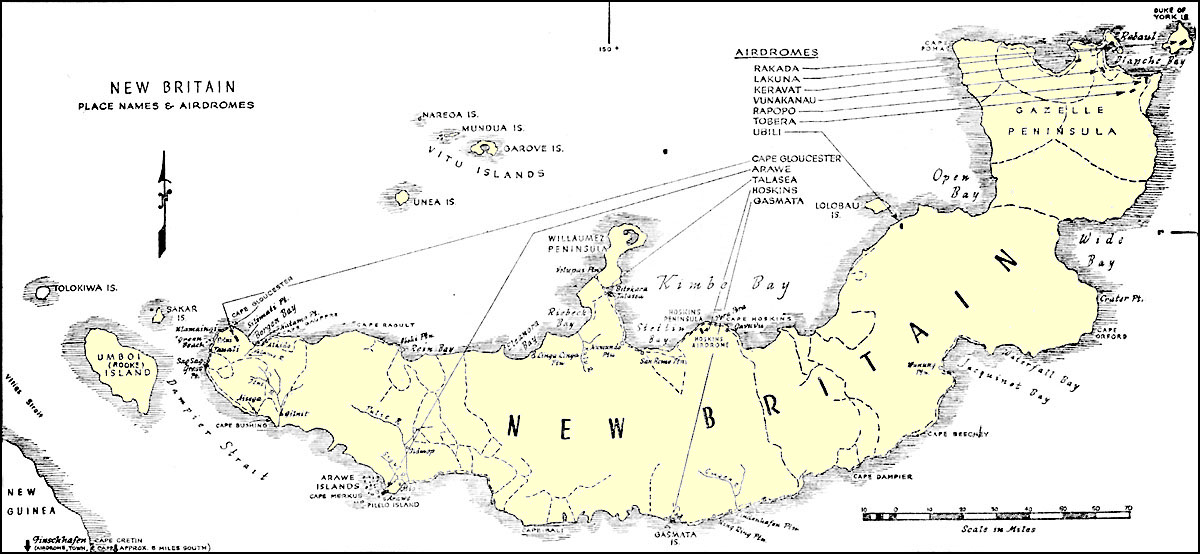
Nueva Bretaña. Rabaul está al noreste de la isla.

Las batallas principales de la campaña fueron:
- Batalla de Arawe
- Batalla del Cabo Gloucester
- Batalla de Talasea
- Bombardeos de Gasmata[1]
- Batalla de Wide Bay
- Desembarco en Jacquinot Bay
- Batalla de Open Bay

En negrita y cursiva las batallas parte de la Operación Cartwheel

## Geografía
Nueva Bretaña es una isla con forma de media luna creciente al noreste de Nueva Guinea, con unos 600 kilómetros a lo largo de su línea de costa sudoriental, y de 30.110 km de ancho, sin incluir una pequeña península central. La isla tiene una superficie de 37.800 kilómetros cuadrados. La componen diversas bahías como Wide Bay, archipiélagos y cabos como Arawe o penínsulas como la de Gazelle.
Una de las mayores dificultades a las que se tuvieron que enfrontar ambos bandos fue la extensa vegetación de la zona, que impedía el paso continuo. Además, las enfermedades tropicales y el agua estancada provocaron algunas bajas durante el avance. La presencia de islas, atolones, pantanos y anchas bahías impidieron poder asegurar bases fijas en el territorio neobretón. El ejército australiano se tuvo que enfrentar en incontables ocasiones al cruce de ríos sin ayuda de puentes, ya que estos eran continuamente derrumbados por su mala calidad o par las fuerzas japonesas.

## Fuerzas

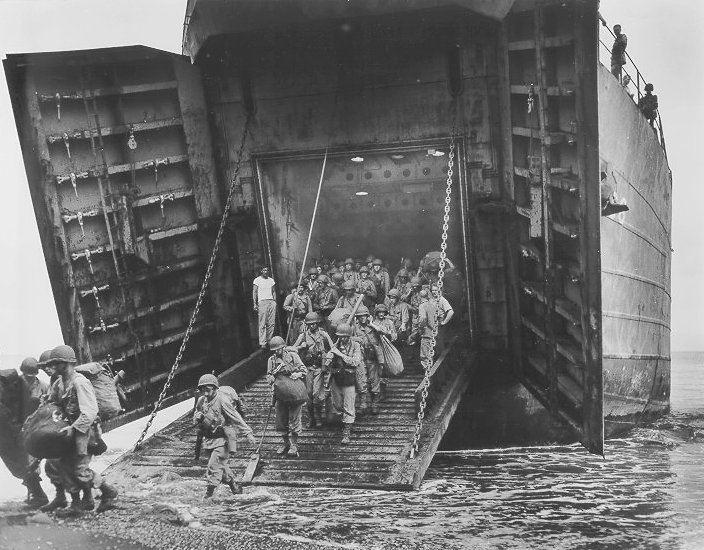
Tropas estadounidenses desembarcan en Cabo Gloucester.

Hubo más de 100.000 efectivos militares y civiles japoneses en Nueva Bretaña y una isla cercana más pequeña, Nueva Irlanda Estos tenían base en el cuartel general del Ejército de la Zona Ocho: la 17.ª División (11.429 unidades al final de la guerra); la 38.ª División (13.108); la 39.ª Brigada (5.073); la 65.ª Brigada (2.729); el 14.º Regimiento (2.444); el 34.º Regimiento (1.879) y el 35.º Regimiento (1.967). Hacia el final de la guerra, estas fuerzas japonesas se retiraron a Rabaul  y la zona circundante a la península de Gazelle después de los continuos bombardeos de Gasmata y el avance aliado.
Las fuerzas de Estados Unidos, de Nueva Guinea y de Australia, con la ayuda de los civiles locales y tribus indígenas, siempre formaban comandos de nivel no mayor a una división: la fuerza operativa "Director" de los EE.UU (un regimiento completo de infantería) y la 1.ª División de Marina cedió paso a la 40.ª División de infantería, que a su vez entregó el mando a la 5.ª División australiana. En octubre de 1944 jugó un papel importante durante la doble batalla de Wide Bay y Open Bay, el 36.º Batallón, que, con 77 muertos y 126 heridos se ganaron el mote de "Ike's Marines".

## Desarrollo

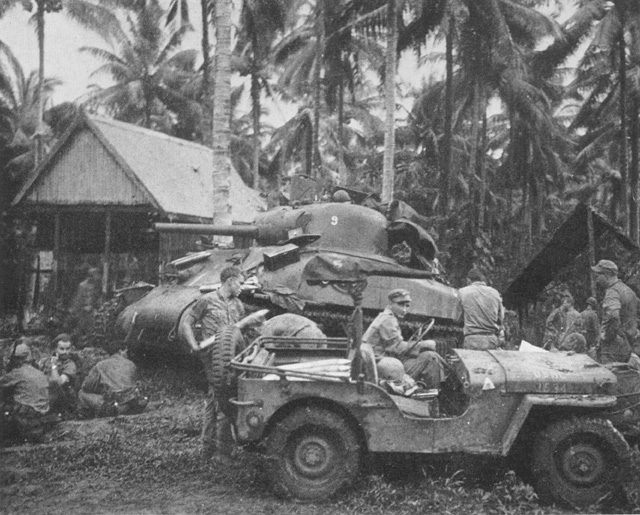
Un tanque siendo suminsitrado en Talasea.

En julio de 1942, el Estado Mayor Conjunto de los Estados Unidos ordenó a sus fuerzas operativas que las unidades en el Pacífico Sur y en el Suroeste del Pacífico se esforzaran para neutralizar la base japonesa en Rabaul, ya que era un obstáculo insalvable que suponía una amenaza a toda el área. En agosto de 1942, las fuerzas aliadas llevaron a cabo una serie de ofensivas en Nueva Guinea y las Islas Salomón, con el objetivo de eliminar las posiciones japonesas en la región y el establecimiento de las bases aéreas cercanas a Rabaul.
Tanto la isla como la base de Rabaul fueron bombardeadas constantemente durante el 1943 con un aumento de ataques aéreos. En un primer momento, el Ejército de Estados Unidos y el Ejército Australiano desembarcaron en Arawe, llevando a cabo dos ofensivas al sur de Nueva Bretaña el 15 de diciembre de 1943 en un intento de entretener a los refuerzos japoneses de Cabo Gloucester, que fue  el objetivo realdurante toda la campaña, al noroeste de la isla. Estaba previsto y se produjo, una semana más tarde, otro desembarco aliado de mayor magnitud en este punto.
La 1.ª División de Marines lanzó un asalto anfibio de ocho días, en el cabo Gloucester, y tres días más tarde conquistó los campos de aviación. Durante los siguientes cuatro meses, los marines comenzaron una marcha lenta y difícil hacia el sur y el noreste marcado por grandes dificultades en el suministro debido a la densa vegetación y la omnipresencia de los humedales. Estas operaciones consistieron principalmente en largas patrullas de varios tamaños a través de la selva, a menudo marcadas por los ataques japoneses, lo que resultó en una lucha confusa debido al terreno que ofrecía poca o nula visibilidad y muy poco radio de maniobras. La campaña fue finalmente marcada por las lluvias torrenciales y el cruce entre pantanos, manglares, selvas y lodo encharcado. Más de dos docenas de marines también murieron por la caída de árboles, a menudo debilitados por el fuego de artillería. Un regimiento de marina fue separado de la división para llevar a cabo un desembarco en la península de Willaumez en Kimbe Bay y reconquistar un campo de aviación cerca del pueblo de Talasea en las operaciones que se llevaron del 6 al 26 de marzo de 1944.
La mayor parte del oeste de la isla estuvo bajo control final aliado en marzo de 1944 con más de 60.000 soldados japoneses atrapados en la isla, sin posibilidad de apoyo o suministros. Acosados por las escaramuzas y las víctimas de enfermedades tropicales, y el hambre, no se llevó a cabo ninguna acción ofensiva real hasta agosto de 1945. Los norteamericanos fueron reemplazados por los australianos en las acciones de noviembre de 1944, después del desembarco de la bahía de Jacquinot, que continuaron las operaciones de patrullaje. Las tropas australianas sobrestimaron el número de unidades japonesas y se precipitaron hacia el centro. Aunque no se produjeron prácticamente bajas, después de una ofensiva en forma de pinza, el Ejército Australiano no realizó más operaciones. Se organizaron varios desembarcos en la isla, en una escala más pequeña que la anterior, hasta el final de la guerra, con la Rendición de Japón en 1945.